# Longue Marche des Navajos
Pour les articles homonymes, voir Longue Marche (homonymie).

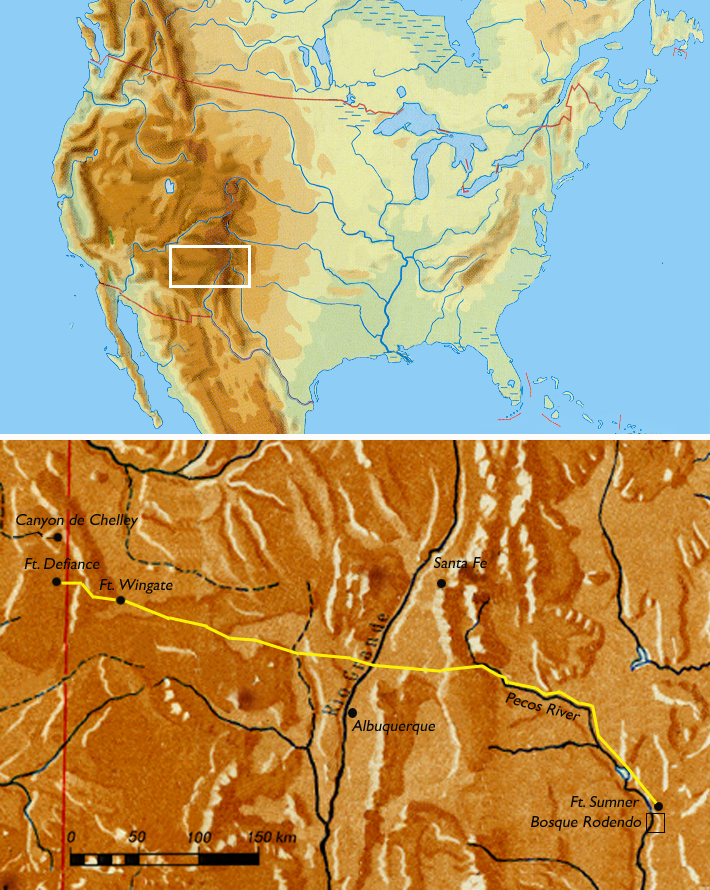
La « longue marche » de Fort Defiance à Fort Sumner, 500 km.

La Longue Marche des Navajos (en anglais : Long Walk of the Navajo), que l'on nomme également la Longue Marche vers Bosque Redondo (en anglais : Long Walk to Bosque Redondo), désigne une marche, vers la déportation, de plus de 20 jours, à laquelle l'United States Army contraignit de très nombreux Navajos en 1864. L'expression désigne également dans certains cas la période pendant laquelle le peuple navajo fut exilé de la terre de ses ancêtres.

## Historique
La Longue Marche débute en mars 1864,. Un premier contingent, de 1 430 Amérindiens, arrive à Bosque Redondo le 13 mars. Un deuxième contingent, de 2 400 Amérindiens, quitte Fort Camby avec un effectif réduit de 126 personnes, mortes au fort. 800 autres quittent Fort Camby le 20 mars ; ils sont rejoints, en cours de route, par 146 venus de Fort Summers ; le groupe atteint Bosque Redondo le 11 mai ; 110 d'entre eux sont morts au cours du voyage. À la fin de l'année 1864, 8 354 Navajos et 450 Apaches Mescaleros sont détenus à Bosque Redondo.
Le traité signé à Fort Sumner le 1er juin 1868 permet aux Navajos de retourner sur un territoire délimité : la réserve indienne Navajo.